# سریش طناز
سریش طناز (نام علمی: Eremurus olgae) نام یکی از گونه‌های سردهٔ سریش  است. ارتفاع گیاه به ۱ و نیم متر می‌رسد. این گونه یکی از جذاب‌ترین گونه‌های سریش در ایران است. دارای یک خوشهٔ بلند غیر متراکم از گل‌های صورتی کمرنگ یا تقریباً سفید با مرکز زرد و برگه‌های نخی بدون پرز است. ساقه و برگ‌های قاعده‌ای آن نیز کاملاً بی‌مو می‌باشد. این گیاه در کردستان و خراسان فراوان و در البرز نیز به طور پراکنده دیده می‌شود. زمان گلدهی در ماه خرداد است.